# Шахруханов, Абдулмуталиб Гаджиевич
Абдулмуталиб Гаджиевич Шахруханов (21 июня 1973, с. Ортаколо, Ботлихский район, Дагестанская АССР, РСФСР, СССР) — советский и российский спортсмен, специализируется по ушу.

## Спортивная карьера
В августе 1995 года в Балтиморе (США) стал чемпионом мира. В 1997 году впервые на чемпионате мира, который проходил в Риме (Италия), завоевал бронзовую медаль. Является чемпионом Европы по ушу. 

## Политическая деятельность
В 2010 году был избран депутатом Собрания депутатов муниципального образования «Ботлихский район» пятого созыва. В 2015 году избран депутатом Собрания депутатов муниципального образования «сельсовет Мунинский» шестого созыва.

## Спортивные достижения
- Чемпионат мира по ушу 1995 — ;
- Чемпионат России по ушу 1997 — ;
- Чемпионат мира по ушу 1997 — ;

## Личная жизнь
В 1988 году окончил среднюю школу в Ортаколо. Окончил Институт Бизнеса и права в Махачкале.